# Tibor Navracsics
Tibor Navracsics (Veszprém, 13 de junio de 1966) es un político húngaro, miembro del Fidesz-Unión Cívica Húngara (Fidesz-MPSz), antiguo comisario europeo de Educación, Cultura, Juventud y Deporte en la Comisión Juncker.

## Biografía
Diplomado en Derecho y Ciencias Políticas por la Universidad Eötvös Loránd de Budapest en 1990. Fue nombrado jefe de gabinete de Viktor Orbán, presidente de Fidesz-Unión Cívica Húngara en 2003 y después fue elegido miembro de la Asamblea Nacional de Hungría y presidente del grupo parlamentario (2006-2010).
El 29 de mayo de 2010, fue nombrado vice primer ministro y ministro de Administraciones Públicas y Justicia en el gobierno de Orbán. En ese cargo, tuvo problemas con la Comisión Europea por la aprobación de algunas leyes que fueron consideradas como «ataques a la democracia» por detractores internos y externos, como la polémica «ley mordaza» en 2012.
Tras ser nombrado comisario europeo por el gobierno húngaro y el presidente de la Comisión de Jean-Claude Juncker el 10 de septiembre de 2014 el cargo de comisario europeo de Educación, Cultura, Juventud y Ciudadanía, puesto del que fue rechazado por la comisión de Cultura y Educación del Parlamento europeo. El 22 de octubre, tras la cuestión de confianza del colegio de comisarios, pasa a ocupar el 1 de noviembre la cartera de Educación, Cultura, Juventud y Deporte, es decir, sin las competencia de Ciudadanía, que pasaron al comisario griego Dimitris Avramópulos.